# Daria Kurbonmamadova
Daria Yevguényíevna Kurbonmamadova (en ruso: Дарья Евгеньевна Курбонмамадова; nacida Daria Mezhetskaya, Perm, 24 de junio de 1994) es una deportista rusa que compite en judo.
En los Juegos Europeos de Minsk 2019 obtuvo dos medallas de oro. Ganó dos medallas de oro en el Campeonato Europeo de Judo, en los años 2019 y 2023, y dos medallas de bronce en el Campeonato Europeo de Judo por Equipo Mixto, en los años 2018 y 2021.

## Palmarés internacional
| Juegos Europeos                     | Juegos Europeos       | Juegos Europeos   | Juegos Europeos |
| Año                                 | Lugar                 | Medalla           | Categoría       |
| ----------------------------------- | --------------------- | ----------------- | --------------- |
| 2019                                | Minsk (Bielorrusia)   | Medalla de oro    | –57 kg          |
| 2019                                | Minsk (Bielorrusia)   | Medalla de oro    | Equipo mixto    |
| Campeonato Europeo                  |                       |                   |                 |
| Año                                 | Lugar                 | Medalla           | Categoría       |
| 2019                                | Minsk (Bielorrusia)   | Medalla de oro    | –57 kg          |
| 2023                                | Montpellier (Francia) | Medalla de oro    | –57 kg          |
| Campeonato Europeo por Equipo Mixto |                       |                   |                 |
| Año                                 | Lugar                 | Medalla           | Categoría       |
| 2018                                | Ekaterimburgo (Rusia) | Medalla de bronce | Equipo mixto    |
| 2021                                | Ufá (Rusia)           | Medalla de bronce | Equipo mixto    |